# Bidessodes semistriatus
Bidessodes semistriatus är en skalbaggsart som beskrevs av Régimbart 1900. Bidessodes semistriatus ingår i släktet Bidessodes och familjen dykare. Inga underarter finns listade i Catalogue of Life.